# Pogány Judit
Pogány Judit (Kaposvár, 1944. szeptember 10. –) a Nemzet Színésze címmel kitüntetett, Kossuth- és Jászai Mari-díjas magyar színművésznő, érdemes művész, a Halhatatlanok Társulatának örökös tagja.

## Életútja

### Fiatalkora
Kora gyermekéveit – bátyjával együtt – Kaposváron töltötte. 8 és fél éves korában elveszítette építészmérnök édesapját, Pogány Gyulát (1892–1953), a Kaposvári Kamarazenekar alapító tagját, ekkor édesanyja (Beyer Anna, 1905–1979) már súlyos beteg volt. Testvérével együtt gyámszülőkhöz került Budapestre, akik két édesgyermekük mellett kitaníttatták, és felnevelték őket. Gyermek- és felnőttkorának fontos alakja volt nevelőanyja, a család háztartási alkalmazottja Gábor Etelka (1919–2005), Eta, aki Erdélyből származott. 
Pici gyerekkora óta vonzódott a színház, a versek világához, a Békéscsabán eltöltött középiskolás évei alatt számtalan helyi és országos szavalóversenyen sikerrel indult.

| „              | Nevelőanyám vasúttervező irodán dolgozott, így sikerült elhelyeznie a bátyámmal minket és egyik saját gyerekét egy-egy MÁV-kollégiumba. A középiskolás intézeti évek alatt szavalóversenyek, iskolai irodalmi színpadi szereplések, ének- és szolfézstanulás, versenyek, néptánc, torna, Hanzelka és Zikmund – két neves cseh utazó – könyveinek színrevitele kötötte le minden időmet. Rájöttem a játék ízére. | ” |
| – Pogány Judit | |   |

### Kaposvári évek: 1965-től 1978-ig
A közgazdasági technikum elvégzése után jelentkezett a Színház- és Filmművészeti Főiskolára, ahol az első rostán eltanácsolták. Nyilatkozataiban említette, hogy igazat ad a felvételiztető vizsgabizottságnak, jelentéktelen kislányként közhelyes versekkel próbálkozott.
Érettségi után visszaköltözött Kaposvárra, és másfél évig a Kaposvári Megyei Bíróságon adminisztrátorként dolgozott. Munka mellett Takács László segédrendező amatőr színjátszókörében játszott el néhány szerepet. 1965-ben a csoport fellépett az országos Ki mit tud?-on, és bekerült a döntőbe. Produkciójukat a kaposvári Csiky Gergely Színház vezetése is látta, készülő új előadásukba fiatal lányokat kerestek, melybe Pogány Juditot is meghívták. Meghallgatás után segédszínészi állást ajánlottak számára, melyet rögtön elfogadott.
Először a kórus és tánckar tagja volt, később kisebb prózai szerepeket játszott. Ebben az időszakban ismerkedett meg későbbi férjével, Koltai Róbert színművésszel, aki ekkor már a színház tagja volt. Az igazi áttörést színészi pályájában az 1968–1969-es évad hozta el, amikor Zsámbéki Gábor friss diplomás rendezőként Kaposvárra szerződött, és szerepet adott Pogány Juditnak a Várj míg sötét lesz című színdarabban.
| „              | A János vitéz ment, Zsámbéki a nézőtéren ült. Észrevette, hogy a hamisan sírdogáló lányok között az egyiknek valódiak a könnyei. Én voltam az. Ezután többször akart szerepet adni nekem, de állandóan kihúztak: mutatta, ceruzával írták a nevem fölé az igazgató kedvesének nevét. Az áttörést a Várj, míg sötét lesz című krimi hozta. Senki sem vágyott a tizennégy éves csúnyácska, tüskés lelkű kislány szerepére. Zsámbéki rám osztotta, és el is játszhattam. Neki köszönhetem, hogy színész lettem. | ” |
| – Pogány Judit | |   |

A következő, 1969–1970-es évadtól elindult színházi karrierje: Csorba István rendezésében a Hamupipőke címszerepét alakította, és még ebben az évadban megkapta a színész minősítést.
1971-ben összeházasodott Koltai Róberttel, a következő évben, 1972-ben megszületett a fiuk, Koltai Gábor. Koltai Róberttel való kapcsolata 2006-ban véget ért, el azonban nem váltak.
1973-tól Ascher Tamás rendezésében a Pinokkió főszerepét játszotta, melyre szülés után napi több órás intenzív edzéssel készült a színésznő, hogy hitelesen keltse életre a szikár fabábu lényét és mozgását.
Számtalan szereppel bízták meg a kaposvári évek alatt, többek között Shakespeare Ahogy tetszik című drámájában Rosalindát, Csehov Ivanovjában Anna Petrovnát alakította, mindkettőt Zsámbéki Gábor rendezésében. Sarkadi Imre Oszlopos Simeonjában Zsuzsit, a megalázott, gyilkos nőt keltette életre, a darabot Gazdag Gyula rendezte.
Érett, kiforrott művésszé fejlődött, az új rendező generáció legnagyobbjaival dolgozott együtt a kaposvári évek alatt, mint például: Babarczy László, Ascher Tamás, Zsámbéki Gábor.
Elismert filmrendezőkkel forgatott, mint Gazdag Gyula, akinek filmjeiből több tudható meg a Kádár-rendszer valóságáról, mint néhány átfogó szociológiai munkából. A Bástyasétány 74' című filmet 1974-ben mutatják be, melyben Pogány Judit Bözsi szerepét alakítja. Lugossy Lászlóval 1975-ben forgatta az Azonosítás című filmet, mely a következő évben a Berlini Nemzetközi Filmfesztiválon Ezüst Medve díjat nyert.
1978-ban – 34 évesen – színészi munkáját Jászai Mari-díjjal ismerték el.

### Nemzeti Színház, Budapest: 1978-tól 1980-ig
1978-ban Pozsgay Imre kultuszminiszter Zsámbéki Gábort és Ascher Tamást Budapestre, a Nemzeti Színházhoz szerződtette. A Pogány-Koltai házaspár ekkor szintén a Nemzeti Színházhoz szerződött.
| „              | Természetes volt, hogy Zsámbékival tartok. Persze borzasztóan fájt az elszakadás Kaposvártól, hiszen minden odakötött: a szüleim, ott lettem színész, ott ismertem meg a férjemet, ott született a fiam. A Nemzetit bonyolult, szélsőséges viszonyok jellemezték. Előfordult, hogy két jelenet között a folyosón kiabált utánam egy kolléga: "Aztán tudjad ám, hogy a pontnál le kell vinni a mondatot". Nem simultunk kellőképp a Nemzeti hagyományához, stílusához. | ” |
| – Pogány Judit | |   |

A színházban töltött két évad alatt továbbra is Ascherrel, Zsámbékival, valamint Székely Gáborral dolgozott együtt, eljátszotta az Éjjeli menedékhely Natasáját, a Szent György és a sárkány Isbel hercegnőjét, Troilus és Cressida Cassandráját és a Jövedelmező állás Polináját.

Esztergályos Cecília (balra) és Pogány Judit az Ajándék ez a nap című filmben

1978-1979-ben színházi szerepei mellett több TV- és játékfilmben is szerepelt, többek között Gothár Péter rendezésében az Imrében és az Ajándék ez a napban. Ez utóbbi filmben nyújtott szerepformálásáért 1980-ban elnyerte a Magyar Filmkritikusok Nagydíját, a legjobb női alakításért, valamint a film az 1980-as Velencei Nemzetközi Filmfesztiválon elsőfilmes kategóriában Arany Oroszlán díjat kapott.

### Kaposvári évek másodszor: 1980-tól 1994-ig
1980-tól 14 évadra (1994) ismét visszatért Kaposvárra a Csiky Gergely Színházhoz. A rendszerváltás utáni első önkormányzati ciklusban helyi képviselőként is dolgozott négy évig Kaposváron az SZDSZ színeiben, Babarczy László akkori kaposvári színi igazgató kérésére.

### Budapesti évek: 1994-től
1994 óta szabadfoglalkozású, elsősorban az Örkény István Színházban és a József Attila Színházban lép fel. Vendégként többször fellépett a budapesti Katona József Színházban is. Itt játssza az 1996. május 18-i bemutató óta Werner Schwab Elnöknők című darabjának egyik főszerepét. 2004-től az Örkény Színház tagja. 2023. december 15-én választották a nemzet színészévé az egy hónappal korábban elhunyt Csomós Mari helyére.
2024 őszén azt mondta, hogy romló egészsége miatt a következő színházi évadra már nem tervez.

### Hobbi, kikapcsolódás
Hatalmas – közel 500 darabos – bohócgyűjteménye van. Hitvallása szerint azért vonzódik a bohócokhoz, mert a játék, az öröm és egyben a szomorúság megtestesítői, akár a színészek. Híres állatbarát, apró gyermekként is nagyon sok jószággal - a madárkáktól kezdve a kutyákon át - vette körül magát.
Mind tragikus, mind komikus szerepeket játszik. Számos filmben is szerepelt mint színész, és szinkronhangként is emlékezetes perceket szerzett a nagyközönségnek (például mint a kis Vuk (1981) vagy Szaffi). A Pom Pom meséi című filmben több mint száz; a 2010-ben bemutatott Bogyó és Babóca című mesesorozatban több mint hetven hangon szólal meg.
Évek óta Szigetszentmiklós lakója.

## Színházi szerepei
A Színházi adattárban regisztrált bemutatóinak száma: 149. Ugyanitt hatvanhat színházi fotón is látható.
Színházi szerepeinek többségét a groteszk és esendő hősnők jellemrajza teszi ki, alakításain keresztül olyan személyiségek elfogadtatására törekszik, akik messze állnak az idealizált, hibátlan karakterektől. Rendkívül kíméletlen önmagával, kifejezetten objektíven látja szerepformálását: egészen addig csiszolja karakterét, míg úgy nem érzi, hogy igazán életre kelt az általa alakított figura. Híres szinte önmarcangoló, lelkiismeretes felkészüléséről, mindig a teljes és hiteles alakításra törekszik.

| „              | Játék közben figyelni szoktam magam. Zavar, ha bizonyos mondatokat hamisnak hallok. | ” |
| – Pogány Judit |                                                                                     |   |

| Pogány Judit színházi szerepei időrendi sorrendben   | Pogány Judit színházi szerepei időrendi sorrendben     | Pogány Judit színházi szerepei időrendi sorrendben | Pogány Judit színházi szerepei időrendi sorrendben | Pogány Judit színházi szerepei időrendi sorrendben   | Pogány Judit színházi szerepei időrendi sorrendben |
| Szerző                                               | Színdarab címe                                         | Szerep                                             | Rendező                                            | Színház                                              | Bemutató                                           |
| ---------------------------------------------------- | ------------------------------------------------------ | -------------------------------------------------- | -------------------------------------------------- | ---------------------------------------------------- | -------------------------------------------------- |
| Ágoston György - Veress István                       | Amerikából jöttem                                      | Negyedik lány                                      | Giricz Mátyás                                      | Csiky Gergely Színház, Kaposvár                      | 1966. február 24.                                  |
| Bakonyi Károly                                       | Mágnás Miska                                           | Leány                                              | Bagó László                                        | Csiky Gergely Színház, Kaposvár                      | 1966. április 16.                                  |
| Euripidész                                           | Élektra                                                | Mükénei szüzek kara                                | Sándor János                                       | Csiky Gergely Színház, Kaposvár                      | 1967. január 13.                                   |
| Leo Stein - Jenbach Béla                             | Csárdáskirálynő                                        | Kleo                                               | Gyökössy Zsolt (m.v.)                              | Csiky Gergely Színház, Kaposvár                      | 1967. június 8.                                    |
| Vszevolod Visnyevszkij                               | Első lovashadsereg                                     | Hölgy                                              | Sándor János                                       | Csiky Gergely Színház, Kaposvár                      | 1967. november 3.                                  |
| William Shakespeare                                  | Macbeth                                                | Fleance                                            | Félix László                                       | Csiky Gergely Színház, Kaposvár                      | 1968. január 19.                                   |
| Halasi Mária                                         | Akkor, egyetlen egyszer                                | Rózsi, szobalány                                   | Lacina László                                      | Csiky Gergely Színház, Kaposvár                      | 1968. február 23.                                  |
| Victor Hugo                                          | Hernani                                                | Apród                                              | Sík Ferenc (m.v.)                                  | Csiky Gergely Színház, Kaposvár                      | 1968. november 1.                                  |
| Frederick Knott                                      | Várj, míg sötét lesz                                   | Glória                                             | Zsámbéki Gábor                                     | Csiky Gergely Színház, Kaposvár                      | 1969. november 21.                                 |
| Arthur Miller                                        | A salemi boszorkányok                                  | Betty Parris                                       | Lacina László                                      | Csiky Gergely Színház, Kaposvár                      | 1970. január 16.                                   |
| Carlo Goldoni                                        | A kávéház                                              | Vittoria                                           | Zsámbéki Gábor                                     | Csiky Gergely Színház, Kaposvár                      | 1970. május 16.                                    |
| Félix Dörmann - Leopold Jacobson                     | Varázskeringő                                          | Cintányéros Fifi                                   | Gyökössy Zsolt                                     | Csiky Gergely Színház, Kaposvár                      | 1970. október 2.                                   |
| Romhányi József                                      | Hamupipőke                                             | Hamupipőke                                         | Csorba István                                      | Csiky Gergely Színház, Kaposvár                      | 1970. október 22.                                  |
| William Saroyan                                      | Halló, ki az?                                          | Lány                                               | Komor István                                       | Csiky Gergely Színház, Kaposvár                      | 1970. november 20.                                 |
| Németh László                                        | Galilei                                                | Giulietta                                          | Angyal Mária (m.v.)                                | Csiky Gergely Színház, Kaposvár                      | 1971. január 8.                                    |
| Eduardo De Filippo                                   | Filumena házassága                                     | Lucia szolgáló                                     | Zsámbéki Gábor                                     | Csiky Gergely Színház, Kaposvár                      | 1972. január 7.                                    |
| Weöres Sándor                                        | Szent György és a sárkány                              | Uttaganga                                          | Zsámbéki Gábor                                     | Csiky Gergely Színház, Kaposvár                      | 1972. május 2.                                     |
| Szép Ernő                                            | Patika                                                 | Kati                                               | Ascher Tamás (f.h.)                                | Csiky Gergely Színház, Kaposvár                      | 1972. november 24.                                 |
| Ariano Suassuna                                      | A kutya testamentuma                                   | Bohóc                                              | Zsámbéki Gábor                                     | Csiky Gergely Színház, Kaposvár                      | 1972. december 28.                                 |
| Franz Schönthan                                      | A szabin nők elrablása                                 | Etelka                                             | Verebes István                                     | Csiky Gergely Színház, Kaposvár                      | 1973. április 13.                                  |
| Litvai Nelli - Carlo Collodi                         | Pinokkió, a hosszúorrú fabáb története                 | Pinokkió                                           | Ascher Tamás                                       | Csiky Gergely Színház, Kaposvár                      | 1973.                                              |
| Valentyin Katajev                                    | A műveltség netovábbja                                 | Sura Kulcsikova                                    | Szőke István (f.h.)                                | Csiky Gergely Színház, Kaposvár                      | 1973. május 18.                                    |
| William Shakespeare                                  | Ahogy tetszik                                          | Rosalinda                                          | Zsámbéki Gábor                                     | Csiky Gergely Színház, Kaposvár                      | 1974. január 11.                                   |
| Alekszandr Vasziljevics Szuhovo-Kobilin              | Tarelkin halála                                        | Mavrusa                                            | Komor István                                       | Csiky Gergely Színház, Kaposvár                      | 1974. március 22.                                  |
| Erik Charell - Jörg Amstein                          | Tűzijáték                                              | Anna                                               | Ascher Tamás                                       | Csiky Gergely Színház, Kaposvár                      | 1974. április 19.                                  |
| Várady Szabolcs - Alexandre Dumas                    | Három testőr, avagy tartsuk be a játékszabályokat      | Bonacieuxné                                        | Babarczy László                                    | Csiky Gergely Színház, Kaposvár                      | 1974. december 13.                                 |
| Fjodor Mihajlovics Dosztojevszkij                    | Ördögök                                                | Liza Drozdova                                      | Ascher Tamás                                       | Csiky Gergely Színház, Kaposvár                      | 1975. január 17.                                   |
| Leon Kruczkowski                                     | A szabadság első napja                                 | Luzzi                                              | Jeles András (m.v.)                                | Csiky Gergely Színház, Kaposvár                      | 1975. március 21.                                  |
| Arnold Wesker                                        | A konyha                                               | Monique                                            | Babarczy László                                    | Csiky Gergely Színház, Kaposvár                      | 1975. április 19.                                  |
| Larry Gelbart - Burt Shevelove                       | Őrület vagy más - mi történt a Fórumon?                | Philia                                             | Szőke István (m.v.)                                | Csiky Gergely Színház, Kaposvár                      | 1975. október 17.                                  |
| Agatha Christie                                      | Az egérfogó                                            | Mollie Ralston                                     | Babarczy László                                    | Csiky Gergely Színház, Kaposvár                      | 1975. december 19.                                 |
| Litvai Nelli - Erich Kästner                         | Május 35.                                              | Konrád                                             | Gazdag Gyula (m.v.)                                | Csiky Gergely Színház, Kaposvár                      | 1976. február 18.                                  |
| Sütő András                                          | Csillag a máglyán                                      | Veronika                                           | Zsámbéki Gábor                                     | Csiky Gergely Színház, Kaposvár                      | 1976. április 16.                                  |
| Schwajda György                                      | Egércirkusz                                            | Mária Terézia                                      | Rajhona Ádám                                       | Csiky Gergely Színház, Kaposvár                      | 1976. szeptember 21.                               |
| Sarkadi Imre                                         | Oszlopos Simeon                                        | Zsuzsi                                             | Gazdag Gyula                                       | Csiky Gergely Színház, Kaposvár                      | 1976. október 16.                                  |
| Julian Slade - Alan Alexander Milne                  | Micimackó                                              | Malacka                                            | Ascher Tamás                                       | Csiky Gergely Színház, Kaposvár                      | 1977. január 19.                                   |
| William Shakespeare                                  | Troilus és Cressida                                    | Cressida                                           | Babarczy László                                    | Csiky Gergely Színház, Kaposvár                      | 1977. február 18.                                  |
| Várady Szabolcs - Fodor Géza                         | Merszi! - avagy Sipov kalandjai                        | Marja grófnő                                       | Ascher Tamás                                       | Csiky Gergely Színház, Kaposvár                      | 1977. április 10.                                  |
| Anton Pavlovics Csehov                               | Ivanov                                                 | Anna Petrovna                                      | Zsámbéki Gábor                                     | Csiky Gergely Színház, Kaposvár                      | 1977. október 7.                                   |
| Ödön von Horváth                                     | Mesél a bécsi erdő                                     | Marianne                                           | Ascher Tamás                                       | Csiky Gergely Színház, Kaposvár                      | 1977. december 9.                                  |
| Molière                                              | Képzelt beteg                                          | Lujzácska                                          | Szőke István                                       | Csiky Gergely Színház, Kaposvár                      | 1978. január 20.                                   |
| Szamuil Marsak                                       | A bűvös erdő                                           | Mostohalány                                        | Zsámbéki - Gazdag                                  | Csiky Gergely Színház, Kaposvár                      | 1978. március 9.                                   |
| Arisztophanész                                       | Plutosz                                                | Kremilosz felesége                                 | Karinthy Márton                                    | Gorsiumi Nyári Játékok, Tác                          | 1978. augusztus 11.                                |
| Litvai Nelli - Carlo Collodi                         | Pinokkió, a hosszúorrú fabáb története                 | Pinokkió (m.v.)                                    | Ascher Tamás                                       | Csiky Gergely Színház, Kaposvár                      | 1978. szeptember 19.                               |
| Bertolt Brecht                                       | A szecsuáni jólélek                                    | Sen Te (m.v.)                                      | Ascher Tamás                                       | Csiky Gergely Színház, Kaposvár                      | 1978. szeptember 29.                               |
| Makszim Gorkij                                       | Éjjeli menedékhely                                     | Natasa                                             | Zsámbéki Gábor                                     | Nemzeti Színház, Budapest                            | 1979. február 2.                                   |
| Weöres Sándor                                        | Szent György és a sárkány                              | Isbel hercegnő                                     | Ascher Tamás                                       | Nemzeti Színház, Budapest                            | 1979. április 13.                                  |
| William Shakespeare                                  | Troilus és Cressida                                    | Cassandra                                          | Székely Gábor                                      | Nemzeti Színház, Budapest                            | 1980. január 26.                                   |
| Alekszandr Nyikolajevics Osztrovszkij                | Jövedelmező állás                                      | Polina                                             | Ascher Tamás                                       | Nemzeti Színház, Budapest                            | 1980. május 23.                                    |
| Julius Brammer - Alfred Grünwald                     | Marica grófnő                                          | Lisa                                               | Babarczy László                                    | Csiky Gergely Színház, Kaposvár                      | 1980. október 17.                                  |
| Heinrich von Kleist                                  | Az eltört korsó                                        | Éva                                                | Gothár Péter                                       | Csiky Gergely Színház, Kaposvár                      | 1980. november 28.                                 |
| Leonyid Zorin                                        | Varsói melódia                                         | Helga                                              | Babarczy László                                    | Csiky Gergely Színház, Kaposvár                      | 1981. január 6.                                    |
| Fred Ebb - Bob Fosse                                 | Chicago                                                | Hunyák Katalin                                     | Ascher Tamás (m.v.)                                | Csiky Gergely Színház, Kaposvár                      | 1981. január 23.                                   |
| Ivan Szergejevics Turgenyev                          | Egy hónap falun                                        | Lizavéta Bogdanova                                 | Ascher Tamás                                       | Csiky Gergely Színház, Kaposvár                      | 1981. október 2.                                   |
| Peter Weiss                                          | Jean Paul Marat üldöztetése és meggyilkolása           | Charlotte Corday                                   | Ács János                                          | Csiky Gergely Színház, Kaposvár                      | 1981. december 4.                                  |
| William Shakespeare                                  | III. Richárd                                           | York hercegné, Clarence                            | Babarczy László                                    | Csiky Gergely Színház, Kaposvár                      | 1982. február 26.                                  |
| Szomory Dezső                                        | Hermelin                                               | Julis                                              | Gothár Péter                                       | Csiky Gergely Színház, Kaposvár                      | 1982. március 26.                                  |
| Bakonyi Károly - Petőfi Sándor                       | János vitéz                                            | Gonosz mostoha                                     | Ascher Tamás                                       | Csiky Gergely Színház, Kaposvár                      | 1982. október 22.                                  |
| Samuel Beckett                                       | Ó, azok a szép napok!                                  | Winnie                                             | Ascher Tamás                                       | Csiky Gergely Színház, Kaposvár                      | 1982. november 29.                                 |
| Ödön von Horváth                                     | Kasimir és Karoline                                    | Szemes Franz Ernája                                | Ascher Tamás                                       | Csiky Gergely Színház, Kaposvár                      | 1983. január 21.                                   |
| Jean Genet                                           | A balkon                                               | Carmen                                             | Ács János                                          | Csiky Gergely Színház, Kaposvár                      | 1983. február 25.                                  |
| Müller Péter                                         | Búcsúelőadás                                           | Szereplő                                           | Garas Dezső (m.v.)                                 | Csiky Gergely Színház, Kaposvár                      | 1983. május 6.                                     |
| Molnár Ferenc                                        | Liliom                                                 | Juli                                               | Babarczy László                                    | Csiky Gergely Színház, Kaposvár                      | 1983. szeptember 30.                               |
| Anton Pavlovics Csehov                               | A manó                                                 | Julja Sztyepanovna (m.v.)                          | Zsámbéki Gábor                                     | Katona József Színház, Budapest                      | 1983. november 1.                                  |
| Spiró György                                         | A kert                                                 | Elvira                                             | Babarczy László                                    | Csiky Gergely Színház, Kaposvár                      | 1984. február 10.                                  |
| Michel de Ghelderode                                 | Pantagleize                                            | Rachel Silberschatz                                | Gazdag Gyula (m.v.)                                | Csiky Gergely Színház, Kaposvár                      | 1984. április 27.                                  |
| Bornemisza Péter                                     | Tragoedia magyar nyelven                               | Chorus, vén asszony                                | Valló Péter                                        | Agria Játékszín, Eger                                | 1984. június 28.                                   |
| Nagy Ignác                                           | Tisztújítás                                            | Kinga                                              | Valló Péter                                        | Agria Játékszín, Eger                                | 1984. július 4.                                    |
| Anton Pavlovics Csehov                               | Cseresznyéskert                                        | Sarlotta Ivanovna                                  | Ascher Tamás                                       | Csiky Gergely Színház, Kaposvár                      | 1984. október 12.                                  |
| Tennessee Williams                                   | A vágy villamosa                                       | Blanche                                            | Ács János                                          | Csiky Gergely Színház, Kaposvár                      | 1984. december 7.                                  |
| Federico García Lorca                                | Bernarda Alba háza                                     | Maria Josefa                                       | Lázár Kati                                         | Csiky Gergely Színház, Kaposvár                      | 1985. február 24.                                  |
| David Rogers                                         | Tom Jones                                              | Jenny Jones                                        | Gazdag Gyula (m.v.)                                | Csiky Gergely Színház, Kaposvár                      | 1985. május 3.                                     |
| Euripidész                                           | Alkésztisz                                             | Alkésztisz                                         | Ascher Tamás                                       | Csiky Gergely Színház, Kaposvár                      | 1985. július 25.                                   |
| William Shakespeare                                  | A vihar                                                | Ariel, Ceres                                       | Gazdag Gyula (m.v.)                                | Csiky Gergely Színház, Kaposvár                      | 1986. február 7.                                   |
| Eugène Ionesco                                       | A kopasz énekesnő                                      | Mrs. Smith                                         | Ascher Tamás                                       | Csiky Gergely Színház, Kaposvár                      | 1986. február 28.                                  |
| Kornis Mihály                                        | Kozma                                                  | Hédi                                               | Ács János                                          | Csiky Gergely Színház, Kaposvár                      | 1986. március 21.                                  |
| Lukáts Andor - Federico Fellini                      | Etűdök a szerelemről                                   | Anna                                               | Lukáts Andor                                       | Csiky Gergely Színház, Kaposvár                      | 1986. április 26.                                  |
| Jules Romains                                        | Knock                                                  | Lilaruhás hölgy                                    | Máté Gábor                                         | Latinka Sándor Művelődési Ház, Kaposvár              | 1986. október 3.                                   |
| Carlo Goldoni                                        | Velencei terecske                                      | Gasparina                                          | Ascher Tamás                                       | Csiky Gergely Színház, Kaposvár                      | 1987. február 27.                                  |
| Gyurkó László                                        | A búsképű lovag                                        | Dulcinea                                           | Malgot István                                      | Hilton Szálló Dominikánus Udvara, Budapest           | 1987. augusztus 5.                                 |
| Füst Milán                                           | Boldogtalanok                                          | Özv. Húber Evermódné                               | Czeizel Gábor                                      | Csiky Gergely Színház, Kaposvár                      | 1988. április 9.                                   |
| Nyikolaj Erdman                                      | Az öngyilkos                                           | Marja Lukjanovna                                   | Ascher Tamás                                       | Csiky Gergely Színház, Kaposvár                      | 1988. április 29.                                  |
| Litvai Nelli - Carlo Collodi                         | Pinokkió, a hosszúorrú fabáb története                 | Pinokkió (m.v.)                                    | Ascher Tamás                                       | Csiky Gergely Színház, Kaposvár                      | 1988. szeptember 15.                               |
| Bertolt Brecht                                       | Kurázsi mama és gyermekei                              | Kata                                               | Gothár Péter                                       | Csiky Gergely Színház, Kaposvár                      | 1989. január 6.                                    |
| Peter Weiss                                          | Marat/Sade                                             | Charlotte Corday                                   | Ács János                                          | Csiky Gergely Színház, Kaposvár                      | 1989. április 12.                                  |
| Sławomir Mrożek                                      | Mészárszék                                             | Mama                                               | Lukáts Andor                                       | Nyári Színház, Boglárlelle                           | 1989. július 20.                                   |
| Pierre Marivaux                                      | Rabszolgák szigete                                     | Cleanthis                                          | Sophie Loucachevsky (m.v.)                         | Csiky Gergely Színház, Kaposvár                      | 1989. szeptember 22.                               |
| Pierre Marivaux                                      | Kolónia                                                | Arthenice                                          | Sophie Loucachevsky (m.v.)                         | Csiky Gergely Színház, Kaposvár                      | 1989. szeptember 22.                               |
| Joseph Stein                                         | Hegedűs a háztetőn                                     | Jente                                              | Bezerédi Zoltán                                    | Csiky Gergely Színház, Kaposvár                      | 1989. október 27.                                  |
| Peter Hall - George Orwell                           | Állatfarm                                              | Máli, kecske                                       | Ascher Tamás                                       | Csiky Gergely Színház, Kaposvár                      | 1990. február 9.                                   |
| Alekszandr Szergejevics Puskin                       | Borisz Godunov                                         | Marina                                             | Lukáts Andor                                       | Csiky Gergely Színház, Kaposvár                      | 1990. március 30.                                  |
| Julian Slade - Alan Alexander Milne                  | Micimackó                                              | Malacka                                            | Ascher Tamás                                       | Csiky Gergely Színház, Kaposvár                      | 1990. szeptember 27.                               |
| Anton Pavlovics Csehov                               | Sirály                                                 | Polina Andrejevna                                  | Ács János                                          | Csiky Gergely Színház, Kaposvár                      | 1990. október 12.                                  |
| Farkas Zsolt - Rejtő Jenő                            | Meg kell szakadni!                                     | Mügeiné, K. Sebő Irén                              | Koltai Róbert                                      | Csiky Gergely Színház, Kaposvár                      | 1991. február 17.                                  |
| Alfonso Paso                                         | Hazudj inkább kedvesem!                                | Júlia                                              | Koltai Róbert                                      | Csiky Gergely Színház, Kaposvár                      | 1991. október 11.                                  |
| Tersánszky Józsi Jenő                                | Kakuk Marci                                            | Zsuzsi                                             | Gothár Péter                                       | Csiky Gergely Színház, Kaposvár                      | 1992. február 21.                                  |
| Makszim Gorkij                                       | Éjjeli menedékhely                                     | Nasztya                                            | Ascher Tamás                                       | Csiky Gergely Színház, Kaposvár                      | 1993. február 4.                                   |
| Horváth Péter                                        | Csao Bambino                                           | Anya                                               | Bezerédi Zoltán                                    | Csiky Gergely Színház, Kaposvár                      | 1993. március 12.                                  |
| Babarczy László - Kosztolányi Dezső                  | Néró, a véres költő                                    | Ecloge                                             | Babarczy László                                    | Csiky Gergely Színház, Kaposvár                      | 1993. október 1.                                   |
| Nagy Ignác                                           | Tisztújítás                                            | Kinga                                              | Bezerédi Zoltán                                    | Csiky Gergely Színház, Kaposvár                      | 1993. november 19.                                 |
| Bertold Brecht                                       | Koldusopera                                            | Peachumné                                          | Babarczy László                                    | Csiky Gergely Színház, Kaposvár                      | 1993. december 17.                                 |
| Howard Barker                                        | Jelenetek egy kivégzésből                              | Rivera                                             | Ascher Tamás                                       | Csiky Gergely Színház, Kaposvár                      | 1994. február 4.                                   |
| Dale Wassermann - Ken Kesey                          | Kakukkfészek                                           | Ratched nővér                                      | Lukáts Andor                                       | Csiky Gergely Színház, Kaposvár                      | 1994. április 22.                                  |
| Fjodor Mihajlovics Dosztojevszkij                    | Bűn és bűnhődés                                        | Katyerina Ivanovna                                 | Bezerédi Zoltán                                    | Csiky Gergely Színház, Kaposvár                      | 1994. október 28.                                  |
| John Chapman - Anthony Marriott                      | Hunyd be a szemed és gondolj Angliára                  | Mrs. Joyce Pullen                                  | Balázsovits Lajos                                  | Játékszín, Budapest                                  | 1995. február 24.                                  |
| Werner Schwab                                        | Népirtás avagy nem funkcionál a májam                  | Wurmné                                             | Gaál Erzsébet                                      | József Attila Színház, Budapest                      | 1995. október 1.                                   |
| Richard Harris                                       | Csupa balláb                                           | Sylvia                                             | Verebes István (m.v.)                              | József Attila Színház, Budapest                      | 1995. december 9.                                  |
| Szomory Dezső                                        | Hagyd a nagypapát!                                     | Nagymama (m.v.)                                    | Bezerédi Zoltán                                    | Ódry Színpad, Budapest                               | 1996. március 1.                                   |
| Werner Schwab                                        | Elnöknők                                               | Erna (m.v.)                                        | Ascher Tamás                                       | Katona József Színház, Budapest                      | 1996. május 18.                                    |
| Remenyik Zsigmond                                    | Pokoli disznótor                                       | Öregasszony                                        | Molnár Piroska                                     | Várkastély, Egervár                                  | 1999. június 24.                                   |
| Thomas Bernhard                                      | Isten éltessen, Borisz!                                | Jólélek, Johanna (m.v.)                            | Csizmadia Tibor                                    | Kolibri Színház, Budapest                            | 1999. szeptember 24.                               |
| Peter Schaffer                                       | Játék a sötétben                                       | Miss Furnival                                      | Balázsovits Lajos                                  | Játékszín, Budapest                                  | 1999. október 14.                                  |
| Baróti Géza                                          | Bástyasétány 77.                                       | Baconi Elvira                                      | Karinthy Márton                                    | Karinthy Színház, Budapest                           | 2000. április 23.                                  |
| Carlo Goldoni                                        | Terecske                                               | Donna Paqua                                        | Merő Béla                                          | Kőszegi Várszínház, Kőszeg                           | 2000. július 20.                                   |
| Fejes Endre                                          | Vonó Ignác                                             | Özvegy Mák Lajosné                                 | Garas Dezső                                        | József Attila Színház, Budapest                      | 2000. október 14.                                  |
| Egressy Zoltán                                       | Kék, kék, kék                                          | Tantusz                                            | Lukáts Andor                                       | Bárka Színház, Budapest                              | 2001. május 5.                                     |
| Donato Gianotti                                      | A vén szerelmes                                        | Dianora                                            | Merő Béla                                          | Kőszegi Várszínház, Kőszeg                           | 2001. július 26.                                   |
| Örkény István                                        | Tóték                                                  | Tótné                                              | Merő Béla                                          | Kőszegi Várszínház, Kőszeg                           | 2002. július 18.                                   |
| Oscar Wilde                                          | Bunbury, avagy Szilárdnak kell lenni                   | Lady Bracknell bárónő                              | Koltai Róbert                                      | József Attila Színház, Budapest                      | 2003. február 1.                                   |
| Kosztolányi Dezső                                    | Aranysárkány                                           | Mari                                               | Forgách András                                     | Petőfi Színház, Sopron                               | 2003. március 14.                                  |
| Eugene Ionesco                                       | Különóra                                               | Marie                                              | Ascher Tamás                                       | Madách Színház, Budapest                             | 2003. október 3.                                   |
| Egressy Zoltán                                       | 4x100                                                  | Dzsudi néni                                        | Egressy Zoltán                                     | Merlin Színház, Budapest                             | 2003. október 17.                                  |
| Georges Feydeau                                      | Egy hölgy a Maximból                                   | Gabrielle                                          | Szőke István                                       | József Attila Színház, Budapest                      | 2004. január 10.                                   |
| Ken Ludwig                                           | Primadonnák                                            | Florence néni                                      | Méhes László                                       | József Attila Színház, Budapest                      | 2004. május 15.                                    |
| Anton Pavlovics Csehov                               | Sirály                                                 | Polina                                             | Mácsai Pál                                         | Örkény István Színház, Budapest                      | 2004. október 2.                                   |
| Bertolt Brecht                                       | A filléres opera                                       | Kocsma Jenny                                       | Bagossy László                                     | Örkény István Színház, Budapest                      | 2004. december 18.                                 |
| Csiky Gergely                                        | Kaviár                                                 | Brigitta                                           | Iglódi István (m.v.)                               | József Attila Színház, Budapest                      | 2005. április 23.                                  |
| Lev Tolsztoj                                         | A sötétség hatalma                                     | Matrjona                                           | Jay Scheib                                         | Trafó, Budapest                                      | 2005. május 13.                                    |
| Kárpáti Péter                                        | Első éjszaka avagy az utolsó. Mit tett Umáma Átikával? | Vénasszony                                         | Novák Eszter                                       | Örkény István Színház, Budapest                      | 2005. október 1.                                   |
| Bagossy László                                       | A Sötétben Látó Tündér                                 | Sötétben Látó Tündér                               | Bagossy László                                     | Örkény István Színház, Budapest                      | 2005. november 19.                                 |
| Euripidész                                           | Élektra                                                | Klütaimnésztra                                     | Bocsárdi László                                    | Örkény István Színház, Budapest                      | 2006. január 14.                                   |
| William Shakespeare                                  | Vízkereszt vagy bánom is én...                         | Bolond                                             | Dömötör András (e.h.)                              | Örkény István Színház, Budapest                      | 2006. október 21.                                  |
| Tasnádi István                                       | Finito                                                 | Özv. Vecserák Károlyné                             | Mácsai Pál                                         | Örkény István Színház, Budapest                      | 2007. január 6.                                    |
| Vajda István                                         | Pedig én jó anya voltam                                | Monodráma                                          | Anger Zsolt                                        | Pinceszínház, Budapest                               | 2007. március 23.                                  |
| Sütő András                                          | Egy lócsiszár virágvasárnapja                          | Maria (m.v.)                                       | Lukáts Andor (m.v.)                                | Jókai Színház, Komárom                               | 2007. november 23.                                 |
| Várady Szabolcs - Réz Pál (összeállították)          | Nyugat 2008–1908                                       | Szereplő                                           | Mácsai Pál                                         | Művészetek Palotája, Örkény István Színház, Budapest | 2008. február 14.                                  |
| Georges Feydeau                                      | A hülyéje                                              | Gérome                                             | Mácsai Pál                                         | Örkény István Színház, Budapest                      | 2008. november 7.                                  |
| Pálfy Zsolt                                          | Csigalétra                                             | Mesélő hang                                        | Schwechtje Mihály                                  | Játékszín, Budapest                                  | 2008. december 6.                                  |
| Parti Nagy Lajos - Crouch - Phelim - Heinrich        | Jógyerekek képeskönyve                                 | Konrádka                                           | Ascher Tamás                                       | Örkény István Színház, Budapest                      | 2009. január 17.                                   |
| Franz Kafka                                          | Az átváltozás                                          | Takarítónő                                         | Lukáts Andor                                       | Sanyi és Aranka Színház, Budapest                    | 2009. április 3.                                   |
| Máthé Zsolt (szerkesztette)                          | Virrasztó éji felleg                                   | Szereplő                                           | Máthé Zsolt                                        | Örkény István Színház, Budapest                      | 2009. április 11.                                  |
| Örkény István                                        | Macskajáték                                            | Orbánné                                            | Mácsai Pál                                         | Várszínház, Gyula                                    | 2009. augusztus 3.                                 |
| Örkény István                                        | Macskajáték                                            | Orbánné                                            | Mácsai Pál                                         | Örkény István Színház, Budapest                      | 2009. október 9.                                   |
| Tasnádi István, Várady Zsuzsa, Dömötör András        | Kihagyhatatlan                                         | Szereplő                                           | Dömötör András                                     | Örkény István Színház, Budapest                      | 2010. június 18.                                   |
| Ingmar Bergman                                       | Dúl-fúl, és elnémul                                    | Anna Akerblom, Stella nővér                        | Gigor Attila                                       | Örkény István Színház, Budapest                      | 2010. december 18.                                 |
| Friedrich Dürrenmatt                                 | János király                                           | Eleonóra Királyné, János anyja                     | Bagossy László                                     | Örkény István Színház, Budapest                      | 2011. március 12.                                  |
| Bohumil Hrabal, Lőkös Ildikó, Znamenák István        | Sörgyári Capriccio                                     | Idős Maryška                                       | Znamenák István                                    | Kőszegi Várszínház, Kőszeg                           | 2011. július 8.                                    |
| Mikszáth Kálmán                                      | Szent Péter esernyője                                  | Münzné, zsidóasszony                               | Karinthy Márton                                    | Karinthy Színház, Budapest                           | 2011. december 16.                                 |
| Heinrich von Kleist                                  | Az eltört korsó                                        | Brigitta asszony, Vitus húga                       | Forgách András                                     | Kecskeméti Katona József Színház, Kecskemét          | 2012. február 24.                                  |
| William Shakespeare                                  | A vihar                                                | Ariel, légies szellem                              | Bagossy László                                     | Örkény István Színház, Budapest                      | 2012. május 12.                                    |
| Carlo Goldoni                                        | Chioggiai csetepaté                                    | Pasqua asszony                                     | Znamenák István                                    | Nyíregyházi Főiskola Színházi Műhelye, Nyíregyháza   | 2012. július 13.                                   |
| Sławomir Mrožek                                      | Tangó                                                  | Eugénia, a nagymama                                | Bagossy László                                     | Örkény István Színház, Budapest                      | 2012. december 21.                                 |
| Örkény István                                        | Tóték                                                  | Mariska                                            | Mácsai Pál                                         | Örkény István Színház, Budapest                      | 2013. március 9.                                   |
| Czigány Zoltán                                       | Csoda és Kósza                                         | Szereplő                                           | Mácsai Pál                                         | Örkény István Színház, Budapest                      | 2013. november 24.                                 |
| William Shakespeare                                  | Hamlet                                                 | A Sírásó Cimborája és Második Színész              | Bagossy László                                     | Örkény István Színház, Budapest                      | 2014. március 21.                                  |
| Szerkesztette: Mácsai Pál                            | Anyám tyúkja (1.)                                      | Szereplő                                           | Mácsai Pál                                         | Örkény István Színház, Budapest                      | 2014. április 11.                                  |
| Friedrich Schiller                                   | Stuart Mária                                           | Talbot, Mária előző őrzője                         | Gáspár Ildikó                                      | Örkény István Színház, Budapest                      | 2014. május 17.                                    |
| Molière                                              | Tartuffe                                               | PERNELLE-NÉ, Orgon anyja                           | Bagossy László                                     | Örkény István Színház, Budapest                      | 2015. január 16.                                   |
| Kovács Márton - Mohácsi testvérek - Parti Nagy Lajos | Köd utánam                                             | Lidi néni, az Ördögh öreganyja                     | Mohácsi János                                      | Örkény István Színház, Budapest                      | 2015. október 9.                                   |
| Mikó Csaba és Gáspár Ildikó                          | Mese az igazságtételről avagy A hét szamuráj           | Szereplő                                           | Polgár Csaba                                       | Örkény István Színház, Budapest                      | 2015. október 30.                                  |

## Filmjei

### Játékfilmek
- Bástyasétány ’74 (1974)
- Azonosítás (1975)
- Ajándék ez a nap (1979)
- Imre (1979)
- Mese habbal (1979)
- Szívzűr (1981)
- Vuk (1981) - A kis Vuk (hangja)
- Panelkapcsolat (1982)
- Egymásra nézve (1982)
- Szaffi (1984) - Szaffi (hangja)
- Csók, anyu! (1986)
- Hol volt, hol nem volt (1987)
- Zuhanás közben (1987)
- Eldorádó (1988)
- A legényanya (1989)
- Túsztörténet (1989)
- Szürkület (1990)
- Szerelmes szívek (1991)
- A lázadás (1993)
- Sose halunk meg (1993)
- Minden úgy van, ahogy van (1994)
- Csajok (1996)
- Szamba (1996)
- Apa győz (1997)
- Csinibaba (1997)
- Szökés (1997)
- Ámbár tanár úr (1998)
- Zimmer Feri (1998)
- Hippolyt (1999)
- Premier (1999)
- Meseautó (2000)
- Csocsó, avagy éljen május elseje! (2001)
- Duna Cabaret (2001)
- A színház mindig legenda (2002)
- Sobri (2002)
- Rap, revü, Rómeó (2004)
- Tüskevár (2004)
- Egy szoknya, egy nadrág (2005)
- A herceg haladéka (2006)
- Örkény lexikon (2006)
- A hét nyolcadik napja (2006)
- Az alma (2007)
- Megy a gőzös (2007)
- Kalandorok (2008)
- Vacsora (2008)
- Mentsük meg az Állatkertet! (2009)
- Zimmer Feri 2. (2010)
- Kaland (2011)
- Újratervezés (2012)
- A Viszkis (2017)
- Seveled (2019)
- Az unoka (2022)
- Ma este gyilkolunk (2024)

### Tévéfilmek
- Zöld dió (1974)
- Intőkönyvem története (1974)
- A párkák (1975)
- A külföldiek (1975)
- Állítsátok meg Arturo Uit! (1975)
- A vonatok reggel indulnak (1976)
- Ivanov (1977)
- Felső-Ausztria (1977)
- A bűvös erdő (1978)
- Bolondok bálja (1978)
- A három jószívű rabló (1979)
- Vuk I-IV. (1980) - A kis Vuk (hangja)
- Tündér Lala (1981)
- Rutinmunka (1984)
- T.I.R. (1985)
- Üvegvár a Mississippin (1985)
- Groteszk (1989)
- Protokoll (1990)
- Patika (1994–1995)
- Gombuktu (1999)
- Valaki kopog (2000)
- Koltai-Galla Gála (2001)
- Bogyó és Babóca (2010-2023) - mesélő (hangja)
- Tóth János (2018–2019)
- A tanár (2022)
- Keresztanyu (2022)
- Marsra magyar! (2024)
- BigBakShow (2025)

## Szinkronszerepei
- Frédi és Béni, avagy a két kőkorszaki szaki (1960-1966) - Irma (hangja) (2. szinkron)
- Frédi, a csempész-rendész (1966) - Irma (hangja) (2. szinkron)
- Moha és Páfrány (1971) - mesélő (hangja)
- Frédi, Béni és a Jetson család: Idő zavar (1987) - Irma (hangja) (2. szinkron)
- Kacsamesék (1987) - Niki, Viki és Tiki (hangja)
- A Flintstone család: Subidubidú...! (1993) - Irma (hangja) (2. szinkron)
- Taxi (1998) - Camille
- Mickey egér – Volt egyszer egy karácsony - Niki, Viki és Tiki (hangja)
- Mickey egér – Volt kétszer egy karácsony - Niki, Viki és Tiki (hangja)
- Mátkaság és legényélet (2004) - Manorama Bakshi
- Nagyon vadon 1, 2, 3 (2006, 2008, 2010) - Bobbie (hangja)

## Rádiószínházi szerepeiből
- Szép Ernő: Isten madárkái (1995)
- Csehov, Anton Pavlovics: A svéd gyufa (2005)
- Balla Zsófia: Születésünk napja. Rendező: Fodor Tamás; szerkesztő: Solténszky Tibor; zene: Kakó Gyula (2010. szeptember 19.)
- Benedek Szabolcs: A tárogató (2011)
- Időfutár (2012)
- Tasnádi István: A kőmajmok háza (2014)

## CD-k, hangoskönyvek
- Állati dolgok! - Versek 1-99 éves gyerekeknek
- Csukás István: Pom Pom újabb meséi
- Fésűs Éva: A Kerekerdő titkai
- Fésűs Éva: Az ötpettyes katica
- Fésűs Éva: Meseerdőn, meseréten
- Fésűs Éva: Szélfiúcska meséi
- Bagossy László: A Sötétben Látó Tündér
- Bartos Erika: Bogyó és Babóca - A barátság
- Bartos Erika: Bogyó és Babóca - Téli mesék
- Bartos Erika: Bogyó és Babóca - Tündérkártyák
- Bartos Erika: Bogyó és Babóca - Tündérkártyák 2.
- Bartos Erika: Bogyó és Babóca - Nyári mesék
- Örkény István: Macskajáték
- Lackfi János: Szemhunyásnyi mesék
- Lackfi János: Domboninneni mesék
- Lackfi János: Belvárosi gyümölcsök
- Waldemar Bonsels: Maja, a méhecske
- Tündéres mesék
- A kis karácsonyfa + Mese, mese, mátka
- Mese - ház 2.
- Mese, mese, mátka
- Csukás István: Pom Pom újabb meséi
- Nógrádi Gábor: Segítség, ember! Állatok otthon
- Karácsonyi ajándék

## Díjai, elismerései
- Országos Színházi Találkozó legjobb epizódszereplőnek járó díja (1972)
- Jászai Mari-díj (1978)
- Arany Oroszlán (1979; az Ajándék ez a nap-ban nyújtott alakításáért)
- Magyar Filmkritikusok Díja – Legjobb női alakítás díja (1980)
- Magyar Filmkritikusok Díja – Legjobb epizódszereplő díja (1983)
- Gyermekekért érdemérem (1984)
- Érdemes művész (1987)
- Legjobb epizódszereplőnek járó díj (1987)
- Megyei Művészeti Díj (1989)
- Komor István-emlékgyűrű (1990)
- Hekuba-díj (1997)
- Országos Színházi Találkozó legjobb női alakításért járó díja (1997)
- Puszedli-díj (2002)
- III. Gyermek- és Ifjúsági Színházak Biennálé fődíj (2006)
- Gábor Miklós-díj (2007)
- Kossuth-díj (2008) /több évtizedes, mesefiguráktól a drámai szerepek megformálásáig terjedő sokoldalú színészi teljesítménye elismeréseként/
- Örökös tag a Halhatatlanok Társulatában (2010)
- Hazám-díj (2014)[22]
- Amfiteátrum díj (2018)[23]
- Pro Artis Erzsébetváros-díj (2019)[24]
- Pünkösti Andor-díj (2022)
- Prima díj (2022)[25]
- Arany Medál Életműdíj (2022)[26]
- Pécsi Ildikó-emlékdíj (2023)
- A Nemzet Színésze (2023)[27]
- A Csiky Gergely Színház örökös tagja (2024)[28]
- Budapest díszpolgára (2024)[29]
- Kaposvár díszpolgára (2025)[30]